# Теймур бін Фейсал
Теймур бін Фейсал (араб. تيمور بن فيصل بن تركي; 1886, Маскат — 1965, Бомбей) — султан Оману з династії аль-Саїд.

## Біографія
Оман і Маскат тривалий час перебував на межі фінансового краху, Теймур передав управління країною в значній мірі британським чиновникам, сам же жив переважно в Індії. 

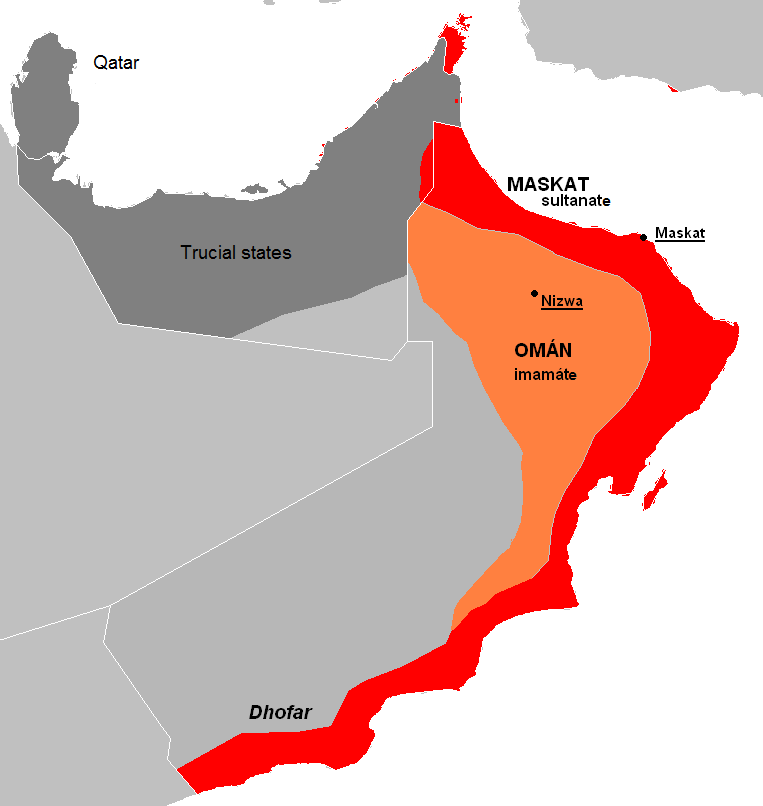
Султанат Маскат 9позначено помаранчевим) й імамат Оман (позначено жовтим)

В цей час значна частина внутрішніх районів султанату Маскату і Оману відокремилося, де утворився самостійний імамат Оман на чолі із Саїдом ібн Рашидом аль-Харусі. 1920 року Себським договором було визнано автономний статус імамату, який невдовзі перестав сплачувати данину до скарбниці султана.
Повернувшись ненадовго в Маскат, він 10 лютого 1932 року відмовився від престолу на користь свого сина Саїда бен Теймура (1932-1970). Після цього колишній султан здебільшого жив за межами своєї країни, за винятком періоду в 1945-1946 роках — які провів в Маскаті.
Теймур був одружений шість разів і від своїх дружин мав п'ятеро синів і дочку.
Серед інших нагород, султан Теймур бін Фейсал був лицарем-коммандором Індійської імперії і кавалером Зірки Індії.